# Charles Leale
Charles Augustus Leale (26 de marzo de 1842 - 13 de junio de 1932) fue cirujano del Ejército de la Unión durante la guerra civil estadounidense y el primer médico que llegó al palco presidencial del Teatro Ford el 14 de abril de 1865, después de que John Wilkes Booth disparara mortalmente al presidente Abraham Lincoln en la cabeza. Su rápido tratamiento permitió a Lincoln vivir hasta la mañana siguiente. Leale siguió sirviendo en el ejército hasta 1866, tras lo cual regresó a su ciudad natal, Nueva York, donde estableció una exitosa consulta privada y se dedicó a la atención médica caritativa. Leale, uno de los últimos testigos supervivientes de la muerte de Lincoln, falleció en 1932 a la edad de 90 años.

## Biografía
El Dr. Leale nació en la ciudad de Nueva York el 26 de marzo de 1842, hijo del capitán William P. y Anna Maria Burr Leale. Era nieto del capitán Richard Burr, que en 1746 envió un cargamento de maíz a la Irlanda azotada por la hambruna. Leale comenzó sus estudios de medicina a los 18 años, siendo alumno particular del Dr. Austin Flint, Sr., en enfermedades del corazón y los pulmones, y del Dr. Frank H. Hamilton en heridas de bala y cirugía. También estudió en varias clínicas y sirvió un periodo completo como cadete médico en el ejército de los Estados Unidos.

## Asesinato de Lincoln
En abril de 1865, unas seis semanas después de graduarse en la Facultad de Medicina del Hospital de Bellevue en la ciudad de Nueva York, Leale se hizo cargo de la Sala de Oficiales Comisionados Heridos en el Hospital General del Ejército de los Estados Unidos en Armory Square, Washington D. C.

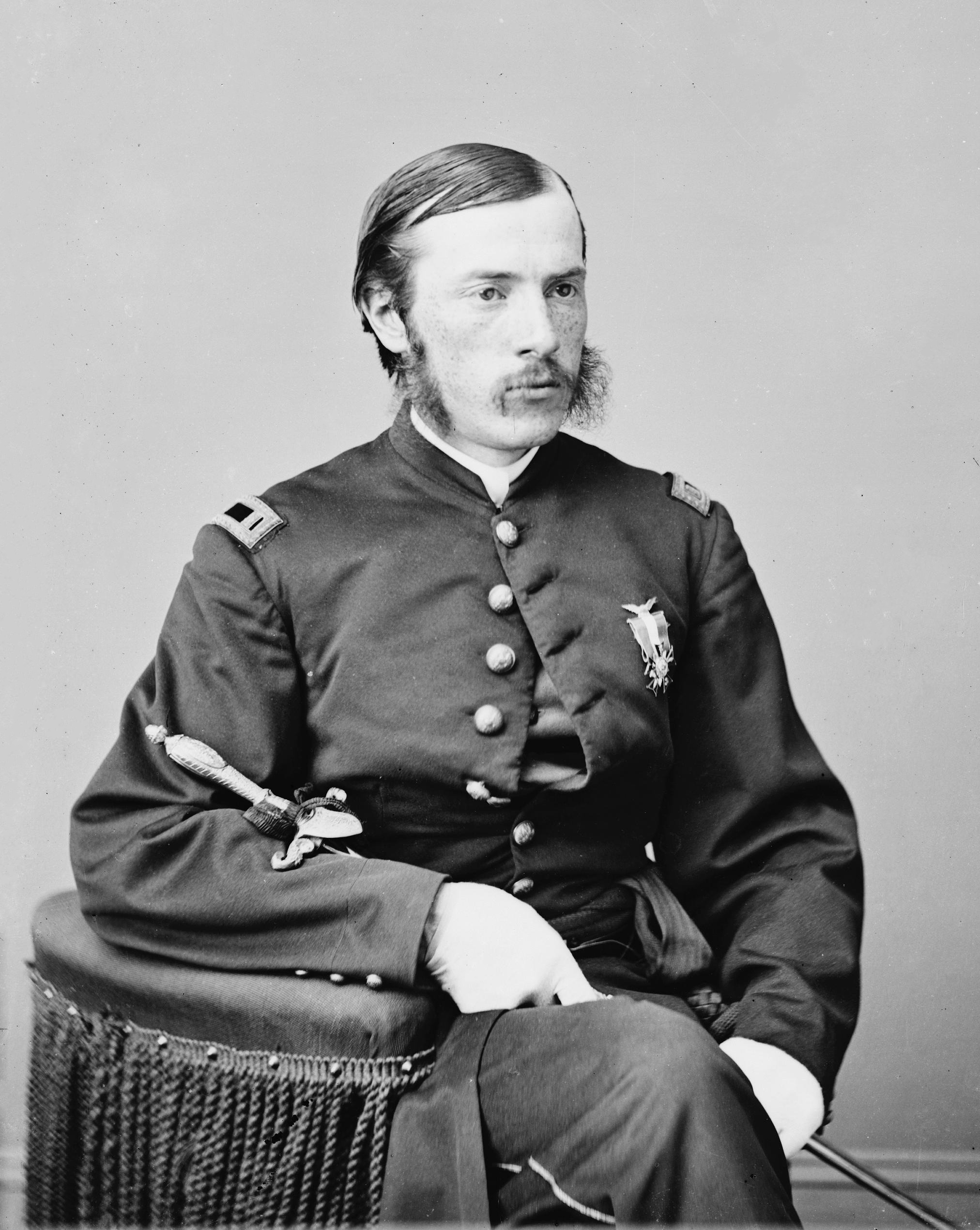
Charles Leale con el uniforme de La Unión.

Unos días antes del asesinato de Lincoln, Leale vio a éste pronunciar su último discurso público y quedó intrigado por los rasgos faciales de Lincoln. Poco después, al enterarse de que Lincoln iba a ir al Teatro Ford a ver la obra Our American Cousin, asistió también, no para ver la obra, sino para estudiar el rostro y las expresiones faciales de Lincoln. Llegó tarde y no pudo conseguir un asiento con una vista sin obstáculos de Lincoln; en su lugar, se sentó cerca de la parte delantera a unos cuarenta pies de distancia.
Después de que John Wilkes Booth disparara a Lincoln, Leale corrió al palco de Lincoln donde examinó brevemente a Henry Rathbone, a quien Booth había apuñalado en el brazo. Entonces vio a Lincoln desplomado en su sillón apoyado por Mary Todd Lincoln; Lincoln no respondía, apenas respiraba y no se le podía detectar el pulso. Pensando inicialmente que Lincoln había sido apuñalado, lo puso en el suelo y, con un espectador, William Kent, cortó el cuello de Lincoln y abrió su abrigo y su camisa en busca de heridas. Después de darse cuenta de que los ojos de Lincoln estaban dilatados, Leale encontró la herida de bala en la parte posterior de la cabeza. Leale no pudo localizar la bala, que estaba profundamente en la cabeza de Lincoln, pero después de desalojar un coágulo de sangre la respiración de Lincoln mejoró;: 121–22  descubrió que la eliminación regular de coágulos mantenía la respiración de Lincoln. También le administró respiración artificial. Sin embargo, su evaluación fue que Lincoln no podría recuperarse. Para entonces habían llegado otros cirujanos del público, entre ellos Laura Keene, que acunó la cabeza de Lincoln, mientras Leale anunciaba que éste no iba a sobrevivir.
Temiendo que Lincoln no sobreviviera a un viaje en carruaje de vuelta a la Casa Blanca, Leale ordenó que Lincoln fuera trasladado a un lugar cercano. Soldados y transeúntes recogieron a Lincoln y lo llevaron a la Casa Petersen, donde Leale y los demás acostaron a Lincoln en diagonal en la pequeña cama, alquilada por William Clark. Después de desalojar a todos, buscaron otras heridas cortando toda la ropa de Lincoln. Cuando se dieron cuenta de que el cuerpo de Lincoln estaba frío, le aplicaron bolsas de agua caliente, emplastos de mostaza y mantas. En ese momento, otros médicos se hicieron cargo del cuidado de Lincoln, pero Leale mantuvo la mano de Lincoln durante toda la noche, "para hacerle saber que estaba en contacto con la humanidad y que tenía un amigo". Lincoln permaneció en coma hasta que murió a las 7:22 de la mañana siguiente, el 15 de abril de 1865.
Por sus esfuerzos, a Leale se le permitió participar en varias funciones durante el funeral de Lincoln.

## Vida posterior

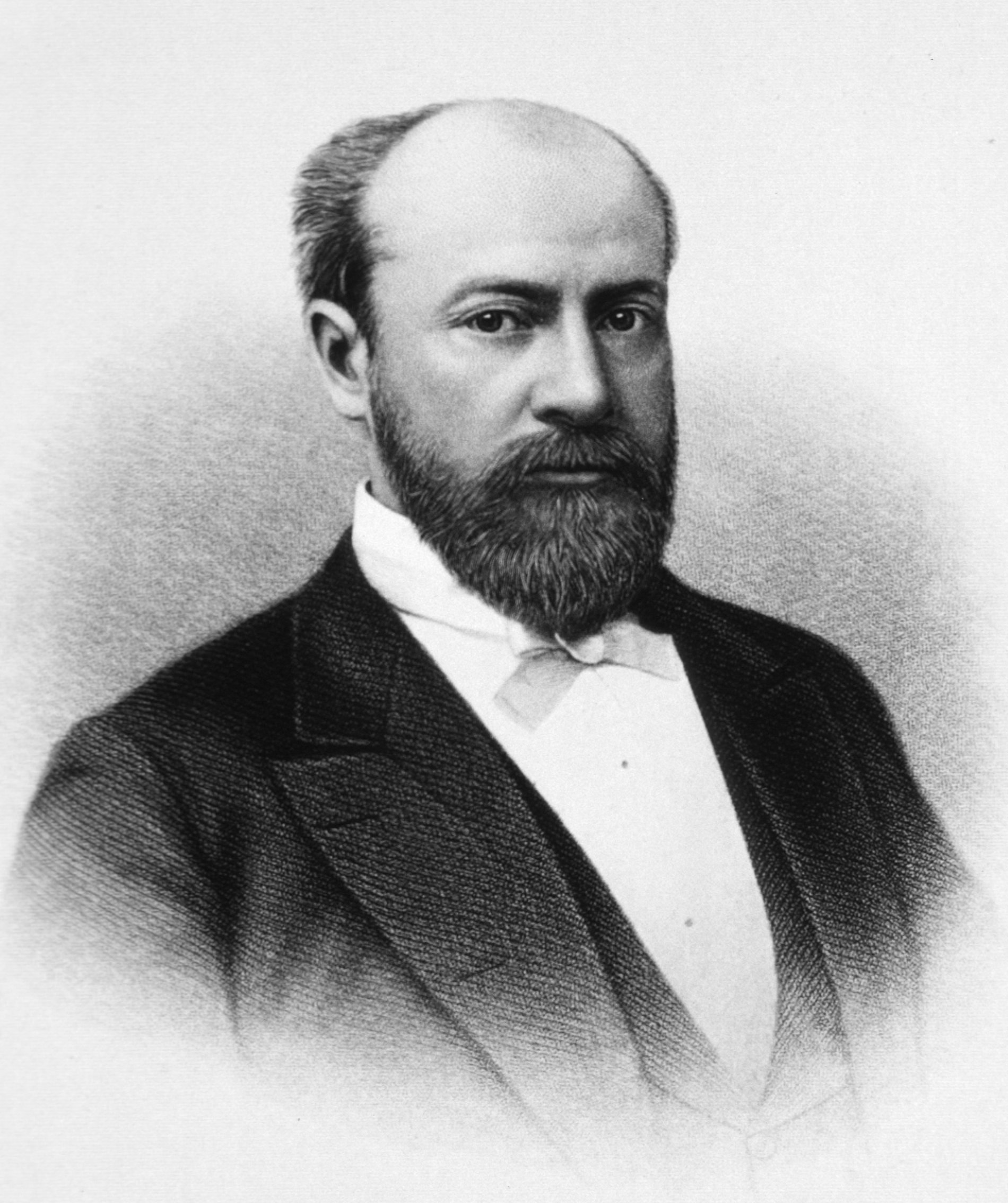
Charles Leale a mediana edad.

Aunque Leale presentó un informe en 1867 a la comisión de la Cámara de Representantes Benjamin F. Butler que investigaba el asesinato, el relato de Leale sobre la muerte de Lincoln no se reveló públicamente hasta el centenario del nacimiento de Lincoln en 1909. [En ese año Leale habló sobre "La última hora de Lincoln" ante la comandancia de Nueva York de la Orden Militar de la Legión Leal de los Estados Unidos[10] Su informe escrito de 1865 para el Cirujano General de los Estados Unidos se creyó perdido hasta 2008, cuando se encontró una fotocopia de 22 páginas en la Biblioteca de la Universidad de Georgetown y se publicó.
Aparentemente escrito apenas horas después del asesinato, se encontró una segunda copia en los Archivos Nacionales en junio de 2012.
Tras su licenciamiento, viajó a Europa, donde estudió el cólera asiático. El 3 de septiembre de 1867, se casó con Rebecca Medwin Copcutt, una hija del industrial de Yonkers, Nueva York, John Copcutt (1805-1895) en la histórica mansión John Copcutt. Hasta su jubilación en 1928, el Dr. Leale mantuvo un interés continuo en proyectos filantrópicos, médicos y científicos. Leale fue uno de los últimos asistentes al asesinato de Lincoln que sobrevivió a su muerte en 1932 a la edad de 90 años. Le sobrevivieron cinco hijos, uno de los cuales, la hija Annie Leale, murió en 1915. Rebecca Copcutt Leale murió en 1923. Era miembro de la Iglesia Episcopal Protestante del Descanso Celestial, donde se celebraron los servicios fúnebres el 15 de junio de 1932.El entierro tuvo lugar en el cementerio de Oakland.
El puño de la camisa que Leale llevaba la noche del asesinato, manchado con la sangre de Lincoln, fue donado posteriormente por su nieta al Museo Nacional de Historia Americana.